# 高井利一郎
高井 利一郎（たかい りいちろう、1859年6月17日〈安政6年5月17日〉 - 没年不明）は、日本の政治家（姫路市会議員）、名望家、実業家。高井織物取締役社長。高井綿ネル工場主。万里銀行取締役。姫路足袋相談役。中播織物同業組合長。族籍は兵庫県平民。

## 人物
兵庫県平民・中山治三郎の弟。1883年6月、先代高井つねの入夫となり、家督を相続した。初め県立師範学校を卒業し教鞭を執ったが、のち染木綿染手拭製造を創めた。経営は思うようにならなかったので方法を改め新たに海外より諸機械を購入し、原料を精選し製品が精良になるように努めた結果声価が高まった。
年産額32万円に達し直接国税954余円を納める盛況を見た。1916年、株式組織に変更し社長となった。又諸種の公共事業に尽瘁し、市会議員、市参事会員等に選ばれた。住所は兵庫県姫路市大黒町。

## 家族・親族
高井家
- 妻・つね（1856年 - ?、兵庫、高井利平の次女）[2]
- 長男・喜一[2]
  - 同妻・とき（1884年 - ?、兵庫、沖塩藤太郎の妹）[2]
  - 同長男・利一郎[8]（前名・政一、1906年 - ?、サクライ代表社員） - 1926年、家督を相続、前名・政一を改め襲名する[8]。婦人服装専門店を経営し、サクライ代表社員である[8]。
- 次女・かつ（1884年 - ?）[2]
- 次男・利助（1886年 - ?、分家、万里銀行、高井織物各取締役）[5]
  - 同妻・房子（1890年 - ?、兵庫、西谷惣太郎の二女）[7]
- 四男・為一（1890年 - ?、分家）[2]
- 四女・つる（1895年 - ?）[7]
- 五女・てる（1896年 - ?、兵庫、畠山一郎の弟・愛二の妻）[7]
- 孫[2]

親戚
- 高井利平（万里銀行頭取）[2]